# Guy Chambers
Guy Chambers brit dalszövegíró, lemezproducer, zenész, leginkább arról ismert, hogy Robbie Williams producere 1997 óta (öt albumuk született, amelyek 19 sikeres kislemezt tartalmaznak). Chambers Londonban született 1963. január 12-én. 8 éves korában kezdett el dalokat írni. Olyan neves zenészekkel dolgozott együtt, mint Kylie Minogue, Tina Turner, az INXS, Andrea Bocelli. A ’80-as években saját együttesével, a The Burmoe Brothersszel készített lemezeket. Marc Almond is énekelt az egyik dalukban. New wave-es hangzásukat az XTC, a Blondie, a The Beatles és az ABBA és a Kraftwerk is inspirálta, valamint a klasszikus zene.

## Életrajz
A 80-as évek elején Chambers írta és rögzítette első demo felvételét Richard Daniel Roman szövegíró-producerrel közösen a londoni Cockpit Theatre Arts and Music Workshop számára.
Ez abban az időszakban volt, amikor első együttesét, a The Burmoe Brotherst megalapította, amelynek Marc Almond volt az egyik vokalistája.
Miután elvégezte a londoni Guildhall Zeneiskolát, ahol zeneszerzést tanult – többek között George Benjamin is tanította –, olyan zenészekkel turnézott, mint Julian Cope és a The Waterboys, mielőtt csatlakozott volna a World Partyhoz 1986-ban és Karl Wallingerrel közösen átírták a Bang című World Party-albumot, a banda legsikeresebb lemezét.
A The Mission nevű gothic rockot játszó angol együttes Carved in Sand című lemezén, a Grapes of Wrath című számban Chambers, mint billentyűs működött közre. A következő években Chambers, mint zenei rendező, szeretne együtt dolgozni a The Mission előző csapatából egy-két zenésszel, mint például Jez Webb.
1992-ben Chambers megalapította saját zenekarát, a The Lemon Treest. Szövegírója, producere volt az együttesnek, egészen 1995-ig, amikor szétváltak útjaik. Bár a banda, csak egyetlenegy albumot készített, ugyanis a második elkészült ugyan, de nem adták ki, mert a lemezkiadónak nem tetszett az anyag. A The Lemon Trees-korszak után sikeres dalokat írt Cathy Dennisnek (4 dalt írt az Am I the Kinda Girl című albumra), Bryan Adamsnek és más művészeknek addig, míg 1997 januárjában nem találkozott a zeneipar veteránjával, Paul Currannal és Robbie Williamsszel.

## Közös munka Robbie Williams-szel
Chambers Robbie Williams első öt szólóalbumán működött közre, mint dalszövegíró és producer, mindegyik első helyezett lett az Egyesült Királyságban, és világszerte 40 millió példányt adtak el összesen a lemezekből. Több ismert Robbie Williams-dalt írt ezen kívül Chambers: a Rock DJ-t, a Feel-t, a Millennium-ot, a Let Me Entertain You-t és az Angels címűt.
Miután felvették Williams ötödik szólóalbumát, az Escapology-t 2002 közepén, Chambers és Williams útja különvált. Williams Feel című könyvében azt állította, hogy Chambers produceri jogdíjat követelt, ez vezetett a szétváláshoz. Chambers egy 2005-ös interjúban erre azt válaszolta, hogy ő és Williams a feltételekről beszéltek és célzást tett a lehetséges jövőbeni együttműködésre. Chambers jogot formált arra, hogy a dalszerző kapcsolatuk 50-50 százalékos legyen, mert a legtöbb zenét ő szerezte, míg Williams írta a dalszövegeket.
Williams ezek után Stephen Duffy-val, az egykori Duran Duran-taggal kezdett el dolgozni, a 2005-ös Intensive Care című albumnak már ő lett a producere.
A Williamsszel való közös munka számos díjat eredményezett: Chambers 3 BRIT Award-ot, 3 Ivor Novello-díjat nyert, valamint a Q Magazin klasszikus dalszövegírói díját és az amerikai Music Managers Forum díját az I’ve Been Expecting You című album produceri munkájáért.
2009-ben Guy Chambers szerezte az énekessel a Blasphemy című dalt Robbie Williams új stúdióalbumára, a Reality Killed The Video Starra.

## The Lemon Trees diszkográfia
Album:
- Open Book (Oxygen Records/MCA – 1993)

Kislemezek:
- Love Is In Your Eyes (MCA – 1992)
- The Way I Feel (MCA – 1992)
- Let It Loose (MCA – 1993)
- Child Of Love (MCA – 1993)
- I Can’t Face The World (MCA – 1993)

## A dalszövegíró diszkográfiája
- 30 aranylemez / platinalemez
- 19 Top 10 kislemez
- 6 No.1 kislemez
- 12 No. 1 album

### Albumok
Guy Chambers szerzeményei az alábbi albumokon találhatóak meg:
| Megjelenés éve | Előadó                       | Album címe                                               |
| -------------- | ---------------------------- | -------------------------------------------------------- |
| 2011           | Example                      | Playing in the Shadows                                   |
| 2011           | Marlon Roudette              | Matter Fixed                                             |
| 2011           | Guy Chambers & Sophie Hunter | Songs For A Boy EP                                       |
| 2011           | Axelle Red                   | Un coeur comme le mien                                   |
| 2010           | Nadine Coyle                 | Insatiable                                               |
| 2010           | The Wanted                   | The Wanted                                               |
| 2010           | Robbie Williams              | In and Out of Consciousness: The Greatest Hits 1990–2010 |
| 2010           | Armin van Buuren             | Mirage                                                   |
| 2010           | Katie Melua                  | The House                                                |
| 2009           | Robbie Williams              | Reality Killed The Video Star                            |
| 2009           | Tokio Hotel                  | Humanoid                                                 |
| 2009           | Kelis                        | cím nélküli 5. stúdióalbum                               |
| 2008           | Tina Turner                  | Tina!: Her Greatest Hits                                 |
| 2008           | Anastacia                    | Heavy Rotation                                           |
| 2008           | Monrose                      | I Am                                                     |
| 2008           | Kerli                        | Love is Dead                                             |
| 2008           | M. Pokora                    | MP3                                                      |
| 2007           | Kylie Minogue                | X                                                        |
| 2007           | Eros Ramazzotti              | e2                                                       |
| 2007           | Robbie Williams              | Lola című dal Radio 1 Established 1967                   |
| 2007           | Darren Hayes                 | This Delicate Thing We've Made                           |
| 2007           | Beverley Knight              | Music City Soul                                          |
| 2007           | Melanie C                    | This Time                                                |
| 2007           | Ross Copperman               | Welcome to Reality                                       |
| 2006           | Axelle Red                   | Jardin Secret                                            |
| 2006           | Stefy                        | The Orange Album                                         |
| 2006           | Patrizio Buanne              | Forever Begins Tonight                                   |
| 2006           | Erin Boheme                  | What Love Is                                             |
| 2006           | Beverley Knight              | Voice                                                    |
| 2005           | INXS                         | Switch                                                   |
| 2005           | Melanie C                    | Beautiful Intentions                                     |
| 2005           | The Isis Project             |                                                          |
| 2005           | Jamie Cullum                 | Catching Tales                                           |
| 2005           | Keren Ann                    | Nolita                                                   |
| 2005           | Charlotte Church             | Tissues and Issues                                       |
| 2005           | James Blunt                  | Back To Bedlam                                           |
| 2005           | Aslyn                        | Lemon Love                                               |
| 2005           | Geri Halliwell               | Passion                                                  |
| 2005           | Beverley Knight              | Affirmation                                              |
| 2004           | Brian McFadden               | Irish Son                                                |
| 2004           | Natasha Bedingfield          | Unwritten                                                |
| 2004           | Delta Goodrem                | Mistaken Identity                                        |
| 2004           | Hilary Duff                  | Hilary Duff                                              |
| 2004           | Andrea Bocelli               | Andrea                                                   |
| 2004           | Kylie Minogue                | Ultimate Kylie                                           |
| 2004           | Jessica Simpson              | In This Skin                                             |
| 2004           | Speedway                     | Save Yourself                                            |
| 2003           | Busted                       | A Present for Everyone                                   |
| 2003           | Texas                        | Careful What You Wish For                                |
| 2003           | Melanie C                    | Reason                                                   |
| 2003           | Skin                         | Fleshwounds                                              |
| 2003           | Jewel                        | 0304                                                     |
| 2003           | Rachel Stevens               | Funky Dory                                               |
| 2003           | Nick Lachey                  | SoulO                                                    |
| 2002           | Will Young                   | From Now On                                              |
| 2002           | BBMak                        | Into Your Head                                           |
| 2001           | Diana Ross                   | Love & Life                                              |
| 2000           | Kylie Minogue                | Light Years                                              |
| 2000           | Unamerican                   | Unamerican                                               |
| 1999           | Tom Jones                    | Reload                                                   |
| 1999           | The Waterboys                | The Live Adventures of the Waterboys                     |
| 1997           | World Party                  | Egyptology                                               |
| 1996           | Cathy Dennis                 | Am I the Kinda Girl?                                     |
| 1993           | World Party                  | Bang!                                                    |
| 1990           | World Party                  | Goodbye Jumbo                                            |
| 2004           | Robbie Williams              | Greatest Hits                                            |
| 2003           | Robbie Williams              | Live At Knebworth                                        |
| 2002           | Robbie Williams              | Escapology                                               |
| 2001           | Robbie Williams              | Swing When You’re Winning                                |
| 2000           | Robbie Williams              | Sing When You’re Winning                                 |
| 1998           | Robbie Williams              | I’ve Been Expecting You                                  |
| 1997           | Robbie Williams              | Life thru a Lens                                         |

### Kislemezek
| Megjelenés éve | Előadó                                         | Album címe           |
| -------------- | ---------------------------------------------- | -------------------- |
| 2011           | Marlon Roudette                                | New Age              |
| 2011           | Axelle Red                                     | 'La Claque           |
| 2010           | Nadine Coyle                                   | Insatiable           |
| 2010           | Armin van Buuren (közreműködik: Sophie Hunter) | Virtual Friend       |
| 2010           | Katie Melua                                    | A Happy Place        |
| 2010           | Katie Melua                                    | The Flood            |
| 2010           | Tokio Hotel                                    | World Behind My Wall |
| 2009           | Christophe Willem                              | Heartbox             |
| 2009           | Monrose                                        | Why Not Us           |
| 2008           | Kerli                                          | The Creationist      |
| 2007           | Axelle Red                                     | Naïve                |
| 2007           | Axelle Red                                     | Romantique à mort    |
| 2006           | INXS                                           | Afterglow            |
| 2005           | INXS                                           | Pretty Vegas         |
| 2005           | Melanie C                                      | First Day Of My Life |
| 2004           | Beverley Knight                                | Come As You Are      |
| 2004           | Brian McFadden                                 | Real To Me           |
| 2004           | Brian McFadden                                 | Irish Son            |
| 2004           | Delta Goodrem                                  | Out of the Blue      |
| 2006           | Delta Goodrem                                  | Together We are One  |
| 2001           | Delta Goodrem                                  | Your Disco Needs You |

#### Robbie Williams-kislemezek
| Megjelenés éve | Album címe                    | Helyezés |
| -------------- | ----------------------------- | -------- |
| 2003           | Sexed Up                      | #10 (UK) |
| 2003           | Something Beautiful           | #3 (UK)  |
| 2003           | Come Undone                   | #4 (UK)  |
| 2002           | Feel                          | #4 (UK)  |
| 1998           | Somethin’ Stupid              | #1 (UK)  |
| 2001           | Eternity/The Road To Mandalay | #1 (UK)  |
| 2001           | Let Love Be Your Energy       | #10 (UK) |
| 2000           | Supreme                       | #4 (UK)  |
| 2000           | Kids                          | #2 (UK)  |
| 2000           | Rock DJ                       | #1 (UK)  |
| 1998           | She’s The One / It’s Only Us  | #1 (UK)  |
| 1999           | Strong                        | #4 (UK)  |
| 1998           | No Regrets                    | #4 (UK)  |
| 1998           | Millennium                    | #1 (UK)  |
| 1998           | Let Me Entertain You          | #3 (UK)  |
| 1997           | Angels                        | #4 (UK)  |
| 1997           | South of the Border           | #13 (UK) |
| 1997           | Lazy Days                     | #8 (UK)  |
| 1997           | Old Before I Die              | #2 (UK)  |

### Film főcímzenéi
- Kinky Boots (Mr. Tűsarok)[6] – 2005
- Fantastic Four (Fantasztikus négyes[7] – 2005 "Always Come Back To You" – Ryan Cabrera
- Love Actually (Igazából szerelem)[8] – 2003 "I'll See It Through" – Texas
- Finding Nemo (Némó nyomában)[9] – 2003 "Beyond The Sea" Robbie Williams
- Bridget Jone's Diary (Bridget Jones naplója)[10] – 2001 "Have You Met Miss Jones?", "Not Of This Earth" – Robbie Williams
- A Knight's Tale (Lovagregény)[11] – 2001 "We Are the Champions" Robbie Williams
- Bend It Like Beckham (Csavard be, mint Beckham)[12] – 2002 "Dream The Dream" Shaznay Lewis
- Lock, Stock & Two Smoking Barrels (A Ravasz, az Agy és két füstölgő puskacső)[13] – 1998 "Man Machine" Robbie Williams
- Nobody Someday (Nobody Someday (koncertfilm))[14] – 2002 "Nobody Someday" Robbie Williams
- Mean Machine (Gépállat SC)[15] – 2001 "Let Me Entertain You" Robbie Williams

## Díjak
- 3 Ivor Novello-díj

1. A Strong című dalért – A Legjobb Dal (zene és szöveg) – Robbie Williams és Guy Chambers dala – 2000
2. Jelölés: (Anglia) Az Év Nemzetközi Sikere – 2003
3. Angels Az Évtized Legjobb Dala (1995-2004) – 2005

- 3 BRIT Awards

1. (Anglia): Best Male – 2002
2. (Anglia): A Legjobb Brit Szóló Férfi Művész – 2003
3. (Anglia): Angels Az Elmúlt 25 Év Legjobb Kislemeze – 2005

- Q Classic Songwriter Award

1. (Q Magazin) (Anglia): A Legjobb Dalszövegíró
2. (Q Magazin) (Anglia): A Legjobb Élő Művész – 2003

- A Music Managers Forum díja:

1. A Legjobb Producer díja az I’ve Been Expecting You című albumért[16]